# Мосберген, Руди
Рудольф Уильям (Руди) Мосберген (англ. Rudolf William (Rudy) Mosbergen, 8 апреля 1929, Сингапур, Стрейтс-Сетлментс — 22 февраля 2015, Сингапур) — сингапурский хоккеист (хоккей на траве), защитник.

## Биография
Руди Мосберген родился 8 апреля 1929 года в Сингапуре.
В 1948 году окончил Институт Сент-Джозеф, играл в хоккей на траве на его команду.
Играл в хоккей на траве за сингапурскую команду «Сингапур Рекриэйшн».
В 1956 году вошёл в состав сборной Сингапура по хоккею на траве на Олимпийских играх в Мельбурне, занявшей 8-е место. Играл на позиции защитника, провёл 6 матчей, забил (по имеющимся данным) 1 мяч в ворота сборной США.
Окончил педагогический колледж и Национальный институт образования. В течение многих лет преподавал в школах историю. В 1982—1987 годах был первым директором довузовского колледжа Раффлз в Сингапуре. Через несколько лет вернулся в Институт Сент-Джозеф, работал заместителем директора. Ушёл на пенсию в 1989 году.
Умер 22 февраля 2015 года в Сингапуре.

## Память
В 2004 году был включён в почётный список Сингапурской олимпийской академии.